# Paris Johnson Jr.
Paris Johnson Jr. (geboren am 3. Juli 2001 in Cincinnati, Ohio) ist ein US-amerikanischer American-Football-Spieler auf der Position des Offensive Tackles. Er spielte College Football für die Ohio State Buckeyes und wurde im NFL Draft 2023 in der ersten Runde von den Arizona Cardinals ausgewählt.

## Frühe Jahre und College
Johnson besuchte drei Jahre lang die St. Xavier High School und anschließend ein Jahr lang die Princeton High School, jeweils in Vororten seiner Geburtsstadt Cincinnati, Ohio. Er galt als einer der besten Footballspieler seines Highschooljahrgangs und gewann 2019 den Anthony Muñoz Award als bester Offensive Lineman der Highschool-Saison.
2020 ging Johnson auf die Ohio State University und spielte College Football für die Ohio State Buckeyes. Als Freshman war er Ersatzspieler auf den Positionen des Guards und des Tackles und kam dabei in fünf Partien zum Einsatz, darunter im College Football Playoff National Championship Game gegen die Alabama Crimson Tide, das die Buckeyes verloren. In der Saison 2021 wurde Johnson Stammspieler und bestritt alle 13 Partien von Beginn an als Right Guard. In seiner dritten Saison am College wechselte er auf die Position des Left Tackles, die er bereits an der Highschool bekleidet hatte. Johnson wurde 2022 in die All-Star-Auswahl der Big Ten Conference gewählt.

## NFL
Im NFL Draft 2023 wurde Johnson an sechster Stelle von den Arizona Cardinals ausgewählt. Er war der erste in diesem Draft ausgewählte Offensive Lineman. In seinem ersten Jahr in der NFL war Johnson von Beginn an Stammspieler auf der Position des Right Tackles und stand bei jedem offensiven Spielzug der Cardinals auf dem Feld.

## Persönliches
Johnson rief bereits in seiner Zeit an der Highschool die Paris Johnson Jr. Foundation ins Leben, eine Stiftung, die sich insbesondere für benachteiligte junge Sportler und Veteranen einsetzt.